# Cabreros del Monte
Cabreros del Monte – gmina w Hiszpanii, w prowincji Valladolid, w Kastylii i León, o powierzchni 28,08 km². W 2011 roku gmina liczyła 71 mieszkańców.